# Grupo ortogonal
Em matemática, um grupo ortogonal é um grupo de todas as  transformações lineares de um espaço vetorial {\displaystyle V} de {\displaystyle n} dimensões de um campo, que preserva a um {\displaystyle k} não singular fixo de forma quadrática {\displaystyle Q} em {\displaystyle V}, (ou seja, as transformações lineares {\displaystyle \phi } tal que {\displaystyle Q(\phi (v))=Q(v)} para todos {\displaystyle v\in V}).
Um grupo ortogonal é um grupo clássico. Os elementos de um grupo ortogonal são chamados transformações ortogonais de {\displaystyle V} (com relação a {\displaystyle Q}), ou também de automorfismos de forma {\displaystyle Q}.
Além disso, permita {\displaystyle {\rm {char\;}}k\neq 2} (para grupos ortogonais sobre os campos com característica 2 e deixe {\displaystyle f} ser a forma bilinear simétrica não singular em {\displaystyle V} relacionada com o {\displaystyle Q} pela fórmula
{\displaystyle f(u,v)={\frac {1}{2}}(Q(u+v)-Q(u)-Q(v))}
O grupo ortogonal, então, consiste naqueles transformações lineares de V que preservam f, e é indicado por  {\displaystyle O_{n}(k,f)} ou (quando está se falando de um campo específico  {\displaystyle k}  e uma forma específica {\displaystyle f}) simplesmente por {\displaystyle O_{n}} . Se {\displaystyle B} é a matriz de {\displaystyle f} em relação a algumas bases de {\displaystyle V}, então o grupo ortogonal pode ser identificado com o grupo de todos os {\displaystyle (n\times n)}-matrizes A com coeficientes de {\displaystyle k} tal que {\displaystyle A^{T}BA=B} (onde {\displaystyle {}^{T}} representa a matriz transposta). O determinante de uma matriz ortogonal sendo 1 ou -1, um subgrupo importante de {\displaystyle O_{(}n)} é o grupo especial ortogonal, denotado {\displaystyle SO_{(}n)}, das matrizes ortogonais do determinante 1.